# 米柳希爾卡山
9°24′36″S 77°17′20″W / 9.41000°S 77.28889°W
米柳希爾卡山（Millu Hirka），是秘魯的山峰，位於該國北部安卡什大區，由瓦里省的瓦里區負責管轄，屬於布蘭卡山脈的一部分，海拔高度4,900米。